# Henricia abyssalis
Henricia abyssalis är en sjöstjärneart som beskrevs av Ole Theodor Jensen Mortensen 1933. Henricia abyssalis ingår i släktet Henricia och familjen krullsjöstjärnor. Inga underarter finns listade i Catalogue of Life.